# Danh sách album quán quân năm 2018 (Mỹ)
Các album và đĩa mở rộng bán chạy nhất năm trên thị trường Hoa Kỳ được xếp thứ tự trên bảng xếp hạng Billboard 200, xuất bản hằng tuần bởi tạp chí Billboard. Số liệu được Nielsen Soundscan theo dõi dựa trên doanh số vật lý và kỹ thuật số hằng tuần của mỗi album, cũng như lượng stream theo yêu cầu và doanh số tải kỹ thuật số của từng bài hát trong album. Trong năm 2018, có tổng cộng 41 đạt đến vị trí quán quân của bảng xếp hạng này. Danh sách khởi đầu với vị trí quán quân của album phòng thu thứ chín của ca sĩ nhạc rap Eminem, Revival, trong ấn bản ngày 3 tháng 1. Ở ngay tuần kế tiếp, album phòng thu thứ sáu của Taylor Swift, Reputation, trở lại vị trí số một sau ba tuần rời khỏi vị trí này kể từ bảng xếp hạng của ấn bản ngày 2 tháng 12 năm 2017.
Scorpion của Drake là album bán chạy nhất năm 2018. Album Beerbongs & Bentleys của ca sĩ nhạc rap Post Malone là album bán chạy thứ hai của năm với tổng doanh số đạt 3.251.000 đơn vị theo số liệu từ Nielsen Music, trong đó gồm 374.000 bản là doanh số thuần đến từ album truyền thống. Cũng trong năm này, album phòng thu thứ ba Astroworld của một nghệ sĩ nhạc hip hop khác, Travis Scott, trở thành album có doanh số trong tuần đầu phát hành cao thứ nhì của năm với 537.000 đơn vị album tương đương, trong đó có 270.000 bản là album thuần.

## Lịch sử xếp hạng

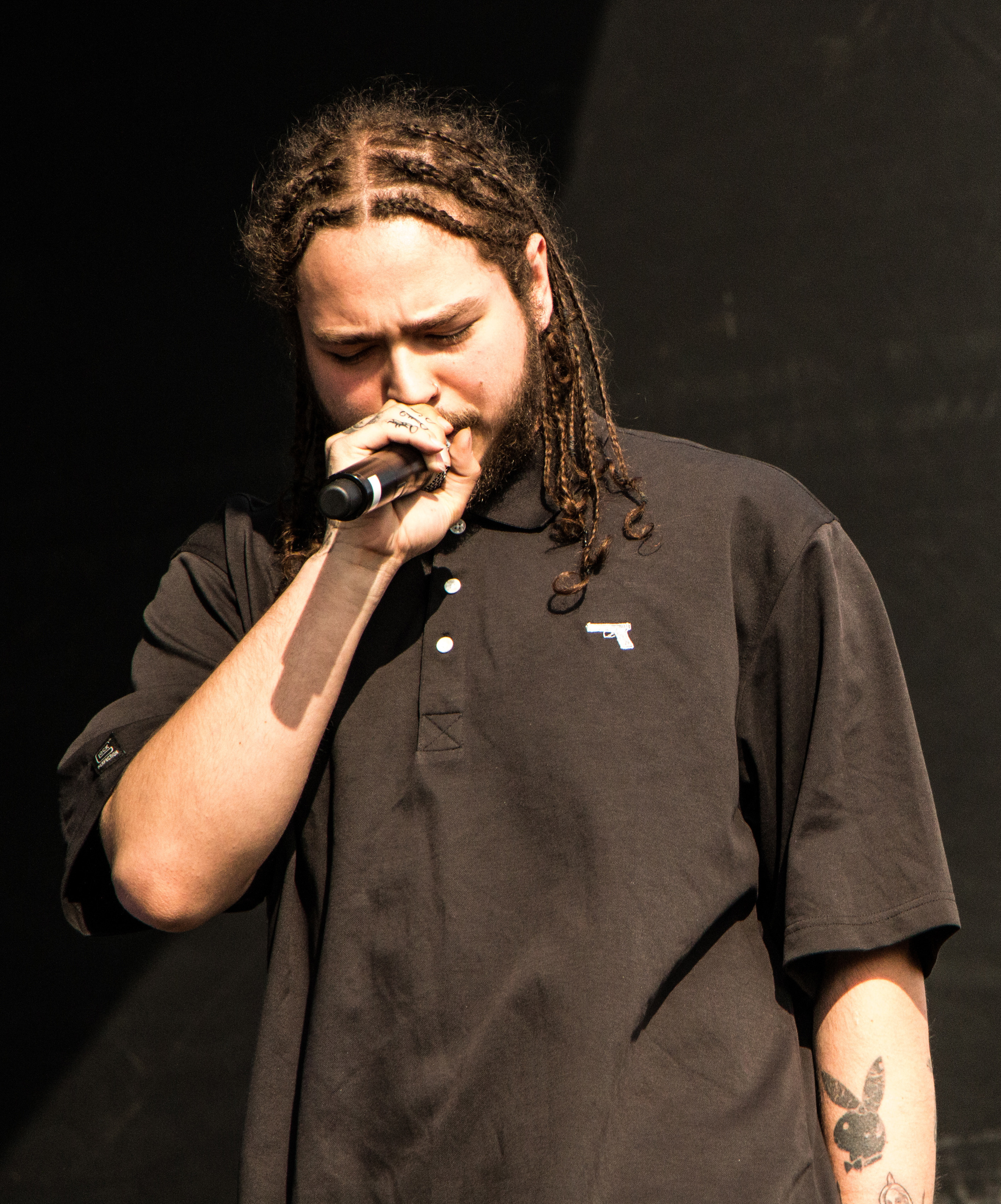
Post Malone (ảnh) đạt được vị trí số 1 trên bảng xếp hạng với album thứ hai trong sự nghiệp, Beerbongs & Bentleys. Album này giữ vị trí quán quân trong 3 tuần liên tiếp và trở thành album bán chạy thứ nhì của năm 2018 với 3.251.000 đơn vị được tiêu thụ.

Lady Gaga (ảnh) có được album quán quân thứ năm liên tiếp trong sự nghiệp với A Star Is Born, trở thành nữ nghệ sĩ duy nhất có được năm album quán quân trong thập niên 2010.

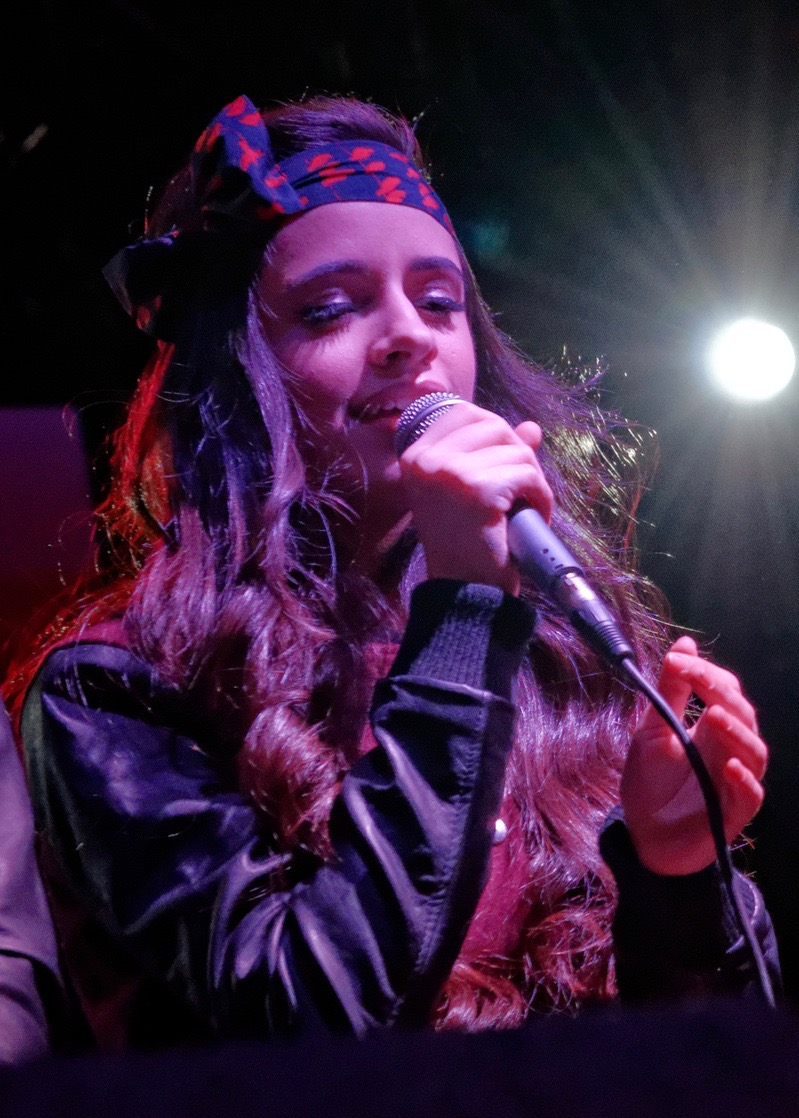
Album đầu tay của Camila Cabello (ảnh), Camila, đạt được vị trí quán quân cùng lúc khi đĩa đơn mở đường cho album, "Havana", cũng giành được vị trí số 1 trên bảng xếp hạng Billboard Hot 100.

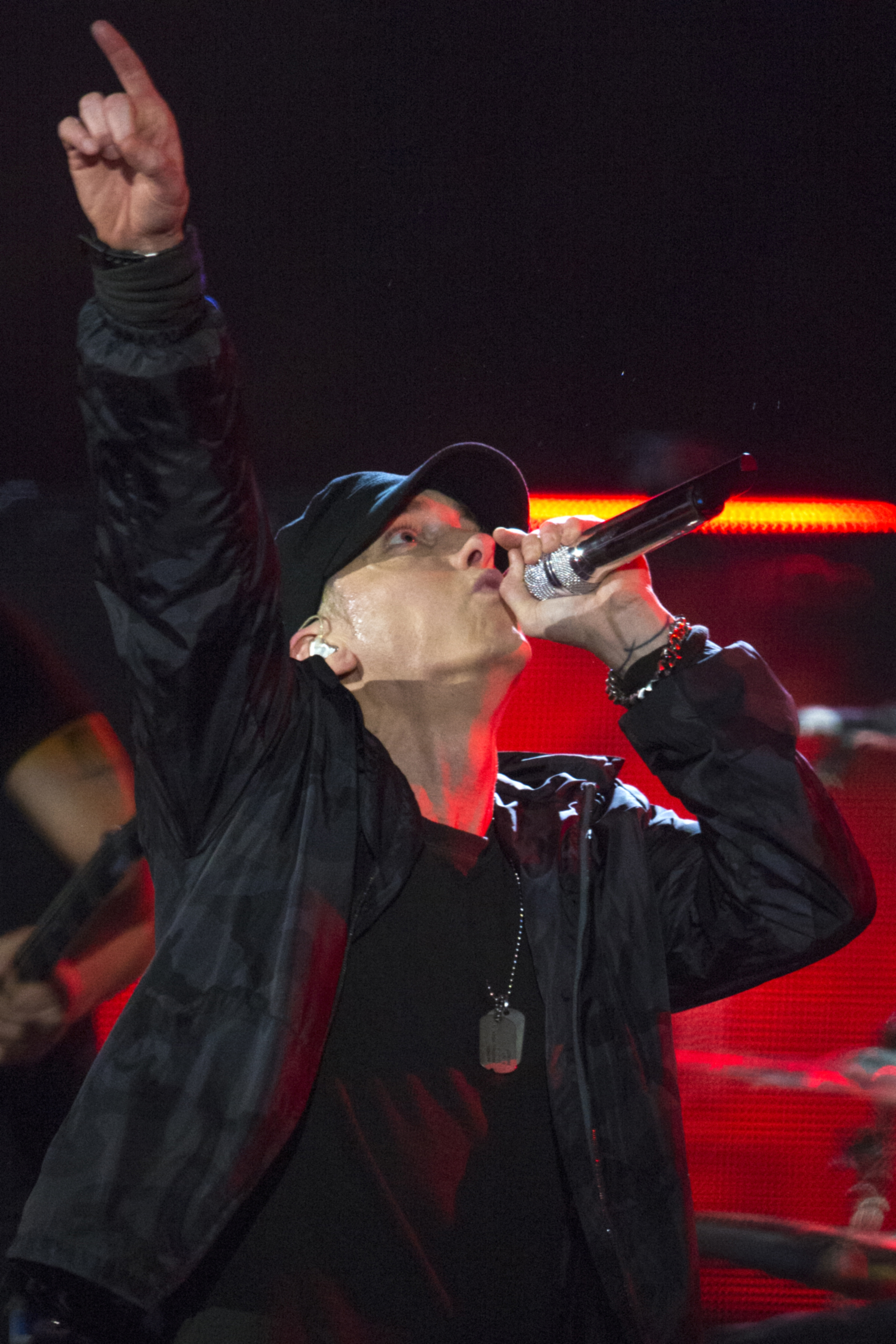
Eminem (ảnh) có được hai album quán quân trong năm 2018 với Revival và Kamikaze.

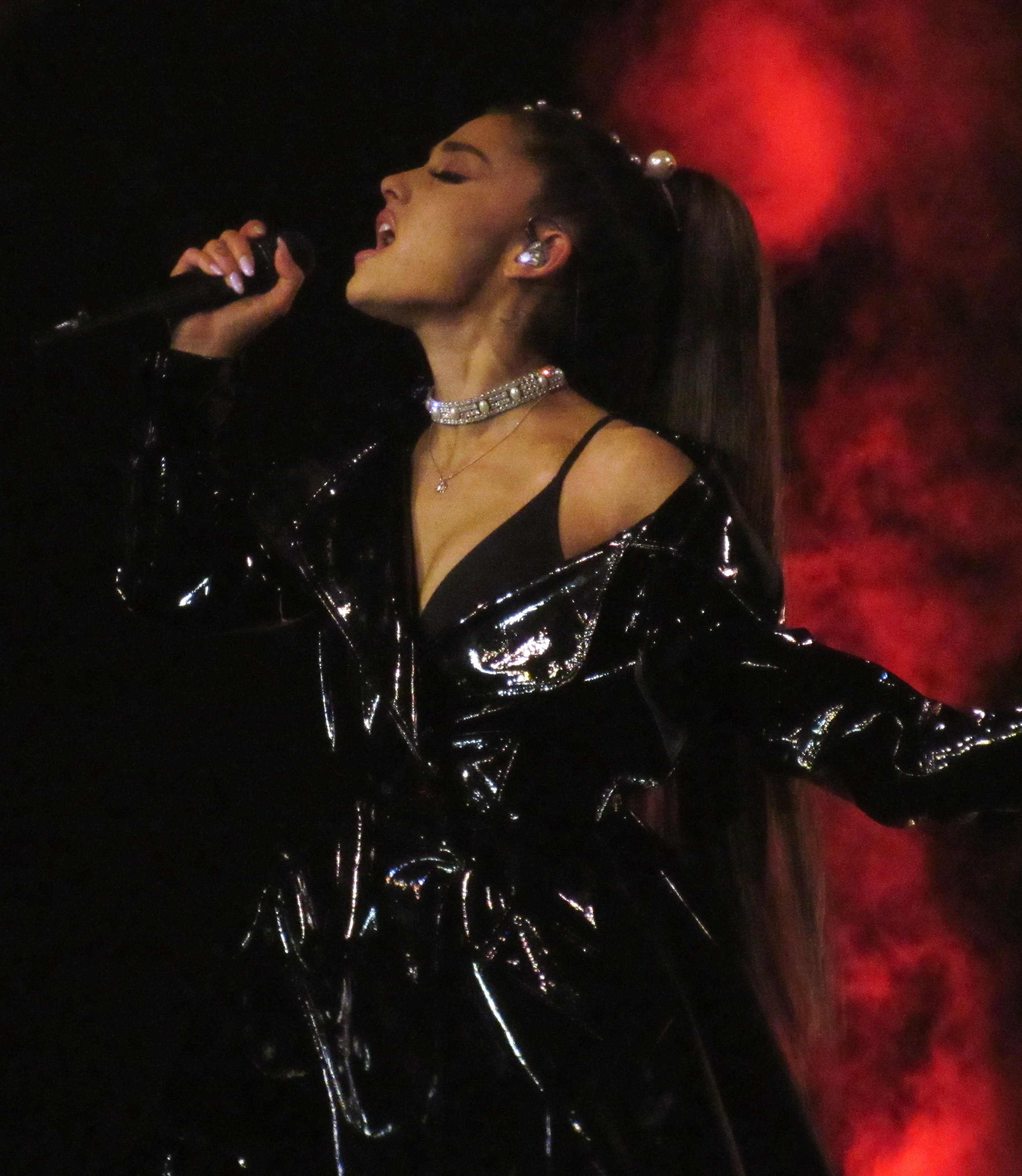
Sweetener là album quán quân thứ ba của Ariana Grande (ảnh) trên bảng xếp hạng.

| Album quán quân bảng xếp hạng cuối năm 2018 | Chỉ album quán quân bảng xếp hạng cuối năm 2018 của Billboard |

| Ấn bản ngày | Album                      | Nghệ sĩ                     | Ng.    |
| ----------- | -------------------------- | --------------------------- | ------ |
| 3 tháng 1   | Revival                    | Eminem                      | [ 1 ]  |
| 6 tháng 1   | Reputation                 | Taylor Swift                | [ 6 ]  |
| 13 tháng 1  | The Greatest Showman       | Nhạc phim                   | [ 7 ]  |
| 20 tháng 1  | The Greatest Showman       | Nhạc phim                   | [ 8 ]  |
| 27 tháng 1  | Camila                     | Camila Cabello              | [ 9 ]  |
| 3 tháng 2   | Mania                      | Fall Out Boy                | [ 10 ] |
| 10 tháng 2  | Culture II                 | Migos                       | [ 11 ] |
| 17 tháng 2  | Man of the Woods           | Justin Timberlake           | [ 12 ] |
| 24 tháng 2  | Black Panther: The Album   | Nhạc phim                   | [ 13 ] |
| 3 tháng 3   | Black Panther: The Album   | Nhạc phim                   | [ 14 ] |
| 10 tháng 3  | This House Is Not for Sale | Bon Jovi                    | [ 15 ] |
| 17 tháng 3  | Black Panther: The Album   | Nhạc phim                   | [ 16 ] |
| 24 tháng 3  | Bobby Tarantino II         | Logic                       | [ 17 ] |
| 31 tháng 3  | ?                          | XXXTentacion                | [ 18 ] |
| 7 tháng 4   | Boarding House Reach       | Jack White                  | [ 19 ] |
| 14 tháng 4  | My Dear Melancholy,        | The Weeknd                  | [ 20 ] |
| 21 tháng 4  | Invasion of Privacy        | Cardi B                     | [ 21 ] |
| 28 tháng 4  | Rearview Town              | Jason Aldean                | [ 22 ] |
| 5 tháng 5   | KOD                        | J. Cole                     | [ 23 ] |
| 12 tháng 5  | Beerbongs & Bentleys       | Post Malone                 | [ 24 ] |
| 19 tháng 5  | Beerbongs & Bentleys       | Post Malone                 | [ 25 ] |
| 26 tháng 5  | Beerbongs & Bentleys       | Post Malone                 | [ 26 ] |
| 2 tháng 6   | Love Yourself: Tear        | BTS                         | [ 27 ] |
| 9 tháng 6   | Shawn Mendes               | Shawn Mendes                | [ 28 ] |
| 16 tháng 6  | Ye                         | Kanye West                  | [ 29 ] |
| 23 tháng 6  | Come Tomorrow              | Dave Matthews Band          | [ 30 ] |
| 30 tháng 6  | Youngblood                 | 5 Seconds of Summer         | [ 31 ] |
| 7 tháng 7   | Pray for the Wicked        | Panic! at the Disco         | [ 32 ] |
| 14 tháng 7  | Scorpion                   | Drake                       | [ 33 ] |
| 21 tháng 7  | Scorpion                   | Drake                       | [ 34 ] |
| 28 tháng 7  | Scorpion                   | Drake                       | [ 35 ] |
| 4 tháng 8   | Scorpion                   | Drake                       | [ 36 ] |
| 11 tháng 8  | Scorpion                   | Drake                       | [ 37 ] |
| 18 tháng 8  | Astroworld                 | Travis Scott                | [ 4 ]  |
| 25 tháng 8  | Astroworld                 | Travis Scott                | [ 38 ] |
| 1 tháng 9   | Sweetener                  | Ariana Grande               | [ 39 ] |
| 8 tháng 9   | Love Yourself: Answer      | BTS                         | [ 40 ] |
| 15 tháng 9  | Kamikaze                   | Eminem                      | [ 41 ] |
| 22 tháng 9  | Egypt Station              | Paul McCartney              | [ 42 ] |
| 29 tháng 9  | Cry Pretty                 | Carrie Underwood            | [ 43 ] |
| 6 tháng 10  | Iridescence                | Brockhampton                | [ 44 ] |
| 13 tháng 10 | Tha Carter V               | Lil Wayne                   | [ 45 ] |
| 20 tháng 10 | A Star Is Born             | Lady Gaga và Bradley Cooper | [ 46 ] |
| 27 tháng 10 | A Star Is Born             | Lady Gaga và Bradley Cooper | [ 47 ] |
| 3 tháng 11  | A Star Is Born             | Lady Gaga và Bradley Cooper | [ 48 ] |
| 10 tháng 11 | Sì                         | Andrea Bocelli              | [ 49 ] |
| 17 tháng 11 | Not All Heroes Wear Capes  | Metro Boomin                | [ 50 ] |
| 24 tháng 11 | Experiment                 | Kane Brown                  | [ 51 ] |
| 1 tháng 12  | Delta                      | Mumford & Sons              | [ 52 ] |
| 8 tháng 12  | Astroworld                 | Travis Scott                | [ 53 ] |
| 15 tháng 12 | Championships              | Meek Mill                   | [ 54 ] |
| 22 tháng 12 | Skins                      | XXXTentacion                | [ 55 ] |
| 29 tháng 12 | Dying to Live              | Kodak Black                 | [ 56 ] |